# Unešić
Unešić es un municipio de Croacia en el condado de Šibenik-Knin.

## Geografía
Se encuentra a una altitud de 353 m s. n. m. a 357 km de la capital nacional, Zagreb.

## Demografía
En el censo 2011 el total de población del municipio fue de 1686 habitantes, distribuidos en las siguientes localidades:
- Cera - 53
- Čvrljevo - 81
- Donje Planjane - 37
- Donje Utore - 16
- Donje Vinovo - 79
- Gornje Planjane - 166
- Gornje Utore - 64
- Gornje Vinovo - 33
- Koprno - 97
- Ljubostinje - 60
- Mirlović Zagora - 387
- Nevest - 103
- Ostrogašica - 47
- Podumci - 91
- Unešić - 320
- Visoka- 52

| Gráfica de población de Unešić 1857-2011                            |
|                                                                     |
| Según los censos de población de la oficina estadística de Croacia. |